# Heimatmuseum Melitopol
Das Heimatmuseum Melitopol (ukrainisch Мелітопольський міський краєзнавчий музей Melitopolskyj miskyj krajesnawtschyj musej, deutsch ‚Melitopoler städtisches heimatkundliches Museum‘) ist ein Museum in der 1913 erbauten ehemaligen Tschernikow-Villa in Melitopol, Ukraine. Es sammelt und präsentiert regionale historische und naturkundliche Objekte. Seit 2022 wird es von Lejla Ibrahimowa geleitet.

## Geschichte
Die Sammlung des Museums begann im Jahr 1900, als das Melitopoler Semstwo eine Sammlung von 180 ausgestopften Vögeln für 750 Rubel kaufte. Im Jahr 1910 wurde die Sammlung der Semstwo mit der Sammlung der Melitopoler Realschule zusammengelegt. Am 1. Mai 1921 wurde das Regionalmuseum Melitopol in einem Gebäude in der Dserschynskyjstraße eröffnet. Der erste Direktor des Museums war der Lehrer D. J. Serdjukow.
Ab 1928 belegte das Museum drei kleine Räume und einen Korridor. Die drei Räume umfassten historische und naturkundliche sowie ethnografische und archäologische Abteilungen. Obwohl das Museum viele Exponate hatte, erschwerten der Platzmangel und die unsystematische Organisation des Museumsmaterials laut Museumsdirektor I. P. Kurylo-Krymtschak den Zugang zur Sammlung.
In den frühen 1930er Jahren begann Kurylo-Krymtschak mit umfangreichen Naturschutzarbeiten, um die Naturschutzgebiete in Piwnitschne Pryasowja (ukrainisch Північне Приазов'я ‚Nördliche Asowsche Gebiete‘) vor der Vereinnahmung für landwirtschaftliche Zwecke zu schützen. Im Januar 1935 wurde er jedoch im Rahmen der Stalinschen Säuberungen aus dem Museum entlassen und verhaftet. Während der Besetzung Melitopols während des Deutsch-Sowjetischen Krieges wurde er von den Deutschen zum Bürgermeister von Melitopol ernannt und nahm die Arbeit im Museum wieder auf, erneut als dessen Direktor.
1967 zog das Museum in die ehemalige Tschernikow-Villa in der Karl-Marx-Straße (heute Mychajlo-Hruschewskyj-Straße). Ab 1971 war der Direktor des Museums B. D. Mychajlow. Im Jahr 1972 wurde im Museum das Diorama „Angriff der sowjetischen Truppen auf die Wotan-Linie im Oktober 1943“ geschaffen.
Am 10. März 2022, nach der Schlacht von Melitopol während des Russischen Überfalls auf die Ukraine 2022, wurde die Direktorin des Museums und Abgeordnete der Verwaltung der Oblast Saporischschja krimtatarischer Herkunft, Lejla Ibrahimowa, in ihrem Haus von russischen Streitkräften festgenommen und an einem unbekannten Ort inhaftiert. Es wurde auch berichtet, dass russische Truppen eine Sammlung skythischen Goldes gestohlen haben, die von Archäologen in den 1950er Jahren entdeckt worden war. Insgesamt plünderten die russischen Truppen mindestens 198 Goldgegenstände, seltene alte Waffen, jahrhundertealte Silbermünzen und besondere Medaillen, sagte Ibrahimowa.

## Gebäude
Das dreistöckige Herrenhaus des Kaufmanns Iwan Jehorowytsch Tschernikow von der Zweiten Gilde wurde 1913 erbaut. Die Innenräume des Gebäudes sind reichlich mit kunstvollem Stuck verziert. Iwan Jehorowytsch Tschernikow wurde zweimal zum Vorsitzenden des Stadtrats von Melitopol gewählt – von 1891 bis 1895 und von 1901 bis 1905. Die Brüder Tschernikow besaßen ein Handelshaus, das sich auf die Belieferung der Fabrikanten von Melitopol spezialisiert hatte. Im ersten Stock des Tschernikow-Hauses befand sich ein Geschäft, in dem Nähmaschinen der amerikanischen Firma Singer verkauft wurden, und die beiden oberen Stockwerke des Hauses waren Wohnräume.
Wegen der Russischen Revolution wanderte die Familie Tschernikow 1917 nach Frankreich aus. Von Juni bis Oktober 1920 beherbergte das Gebäude das Hauptquartier von General Wrangel. In den 1920er und 1930er Jahren nutzten Arbeitsklubs das Gebäude. Während des Zweiten Weltkriegs war im Haus die deutsche Kommandantur einquartiert. Nach der Befreiung Melitopols nutzten es die Komitees der Kommunistischen Partei und des Komsomol. Im Erdgeschoss des Gebäudes war viele Jahre lang eine Sparkasse untergebracht. Im Jahr 1967 übertrug die Stadtverwaltung das Gebäude dem Heimatmuseum.

## Sammlungen
Die Sammlung des Melitopoler Heimatmuseums besteht aus etwa 60.000 Objekten. Es beherbergt eine einzigartige Sammlung skythischen Goldes aus dem vierten Jahrhundert v. Chr., die bei Ausgrabungen im Kurgan von Melitopol gefunden wurde. Das Museum verfügt über eine numismatische Sammlung, die Münzen, Orden und Medaillen, Wertmarken, Siegel, Abzeichen und Geldscheine umfasst. Ein Großteil der Sammlung wurde 1986 durch den zufälligen Fund einer Sammlung von Silbermünzen aus den Jahren 1895–1925 erworben. Die Textilsammlung spiegelt die Besonderheiten der verschiedenen Bezirke von Melitopol wider. Die Sammlung der dekorativen Künste umfasst antike Möbel, Porzellan und Töpferwaren. Die Naturkundliche Sammlung umfasst geologische, paläontologische, botanische, zoologische und entomologische Exemplare.
Das Museum verfügt auch über eine Sammlung historischer Fotos, Bücher und Dokumente, die Aspekte des wirtschaftlichen, politischen und kulturellen Lebens von Melitopol dokumentieren. Die Kunstsammlung umfasst Werke des Künstlers Oleksandr Hryhorowytsch Tyschler, der aus der Stadt stammte. Ein weiteres bedeutendes Objekt der Sammlung ist der Duchoborzen-Gedenkstein, der im neunzehnten Jahrhundert von Duchoborzen geschnitzt wurde, die aus ihrer Heimat in der Nähe von Melitopol in das Dorf Bogdanowka (Starobogdanowka) verbannt wurden.
Viele der Gegenstände wurden von russischen Soldaten während der Russischen Überfalls auf die Ukraine 2022 geplündert.

## Galerie

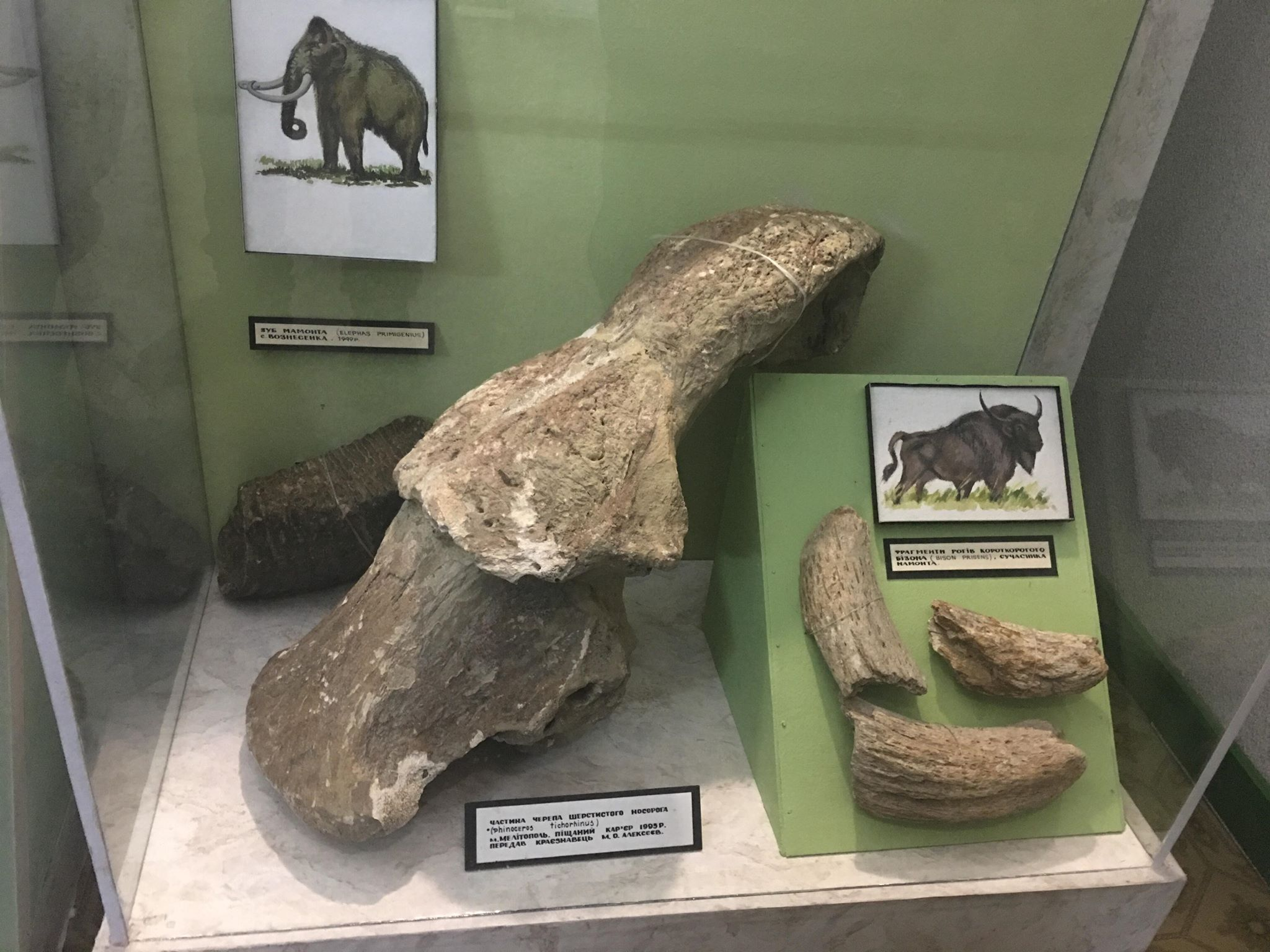
Eiszeitliche Fauna im Museum
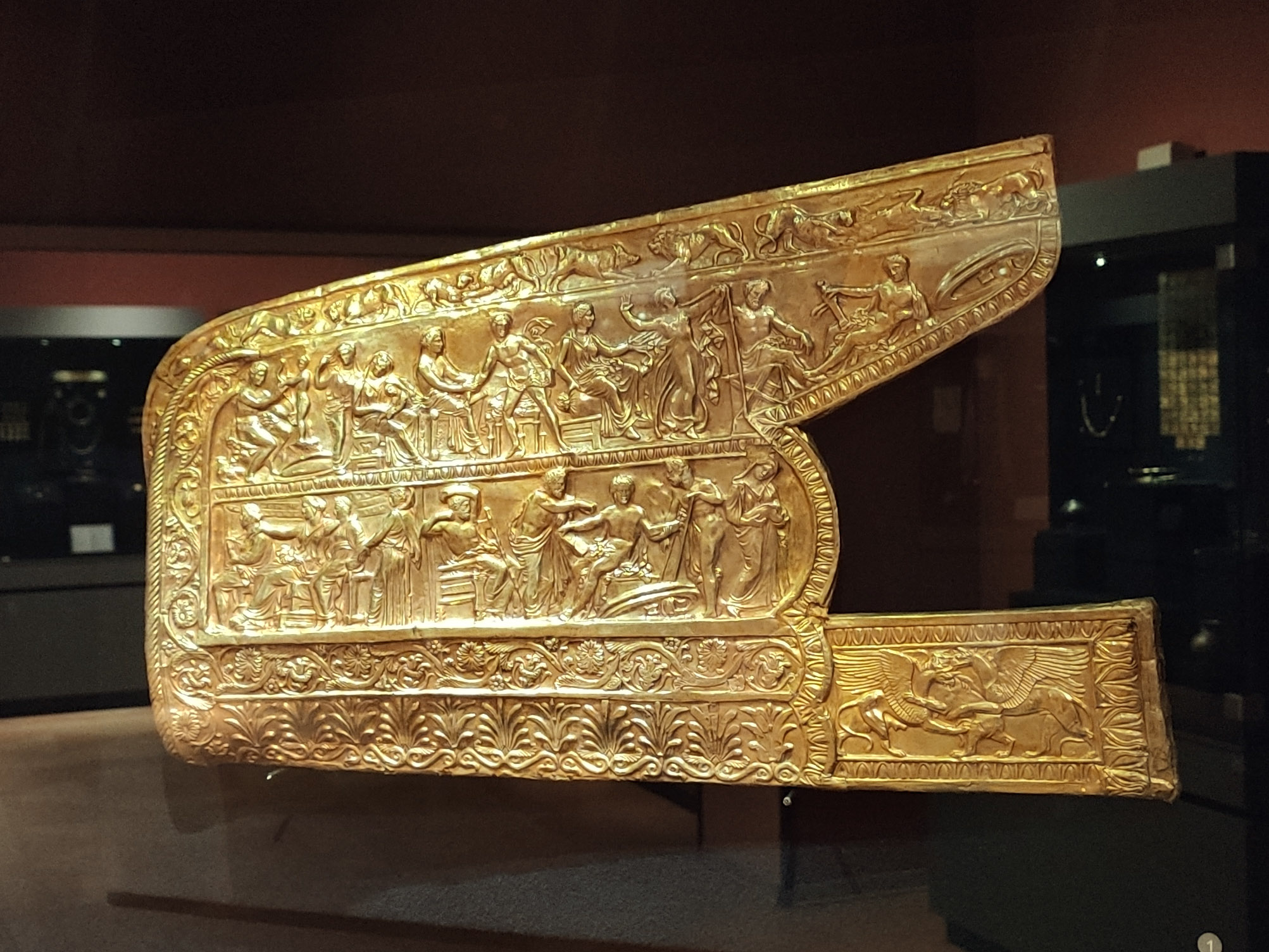
Skythischer goldener Gorytos
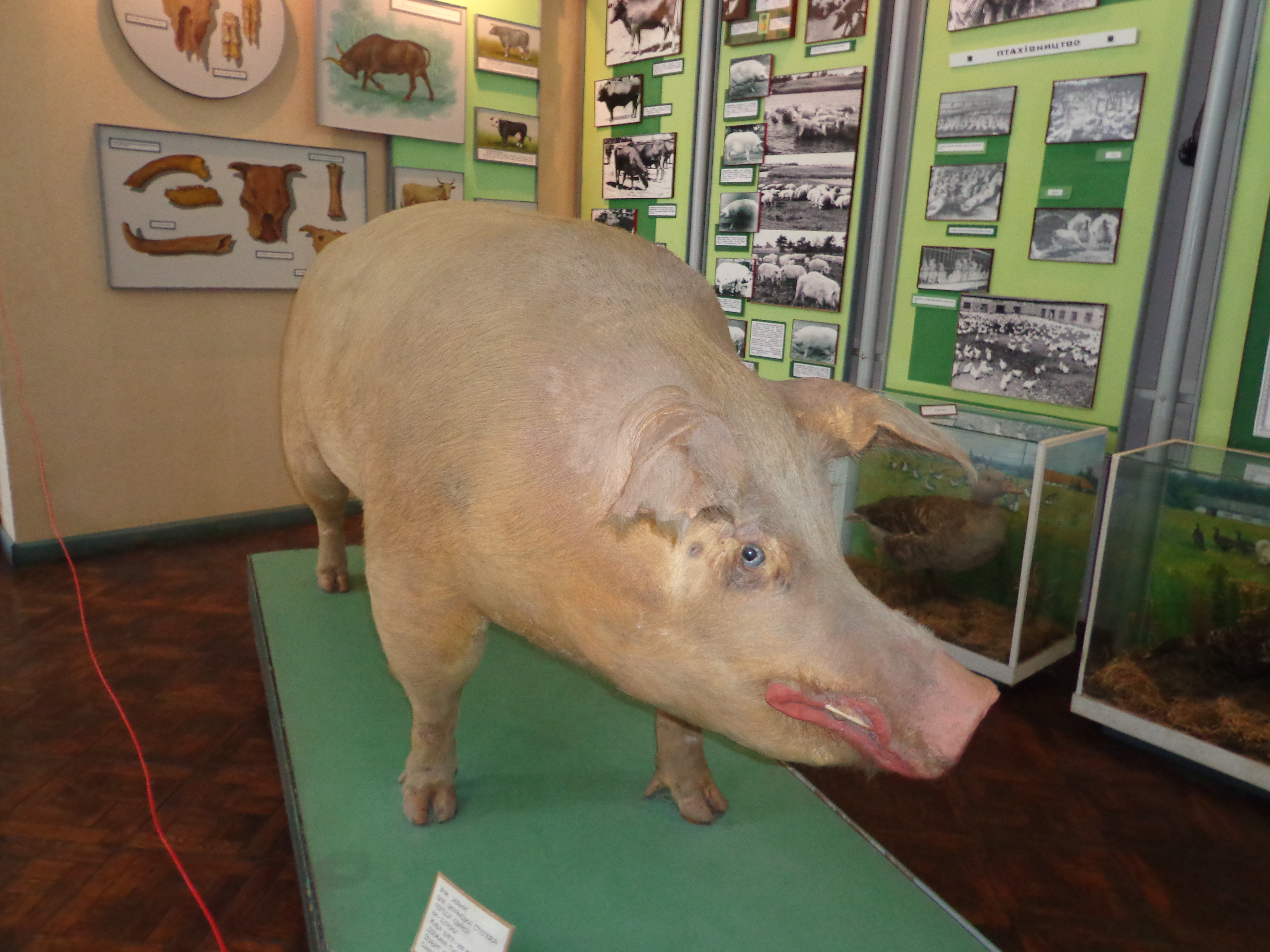
Ausgestopftes Hausschwein in der Naturabteilung
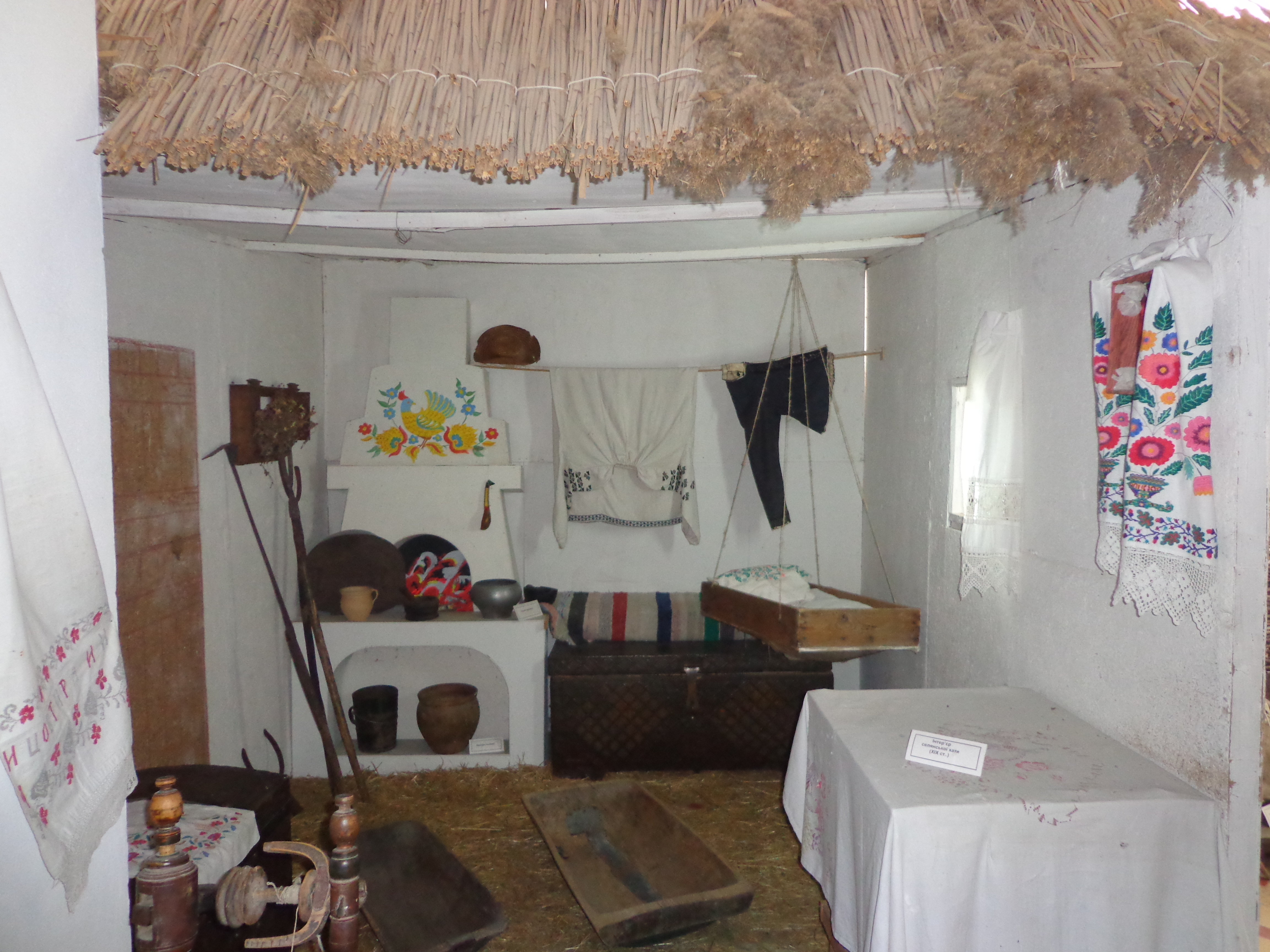
Innenraum eines ukrainischen Bauernhauses des 19. Jahrhunderts
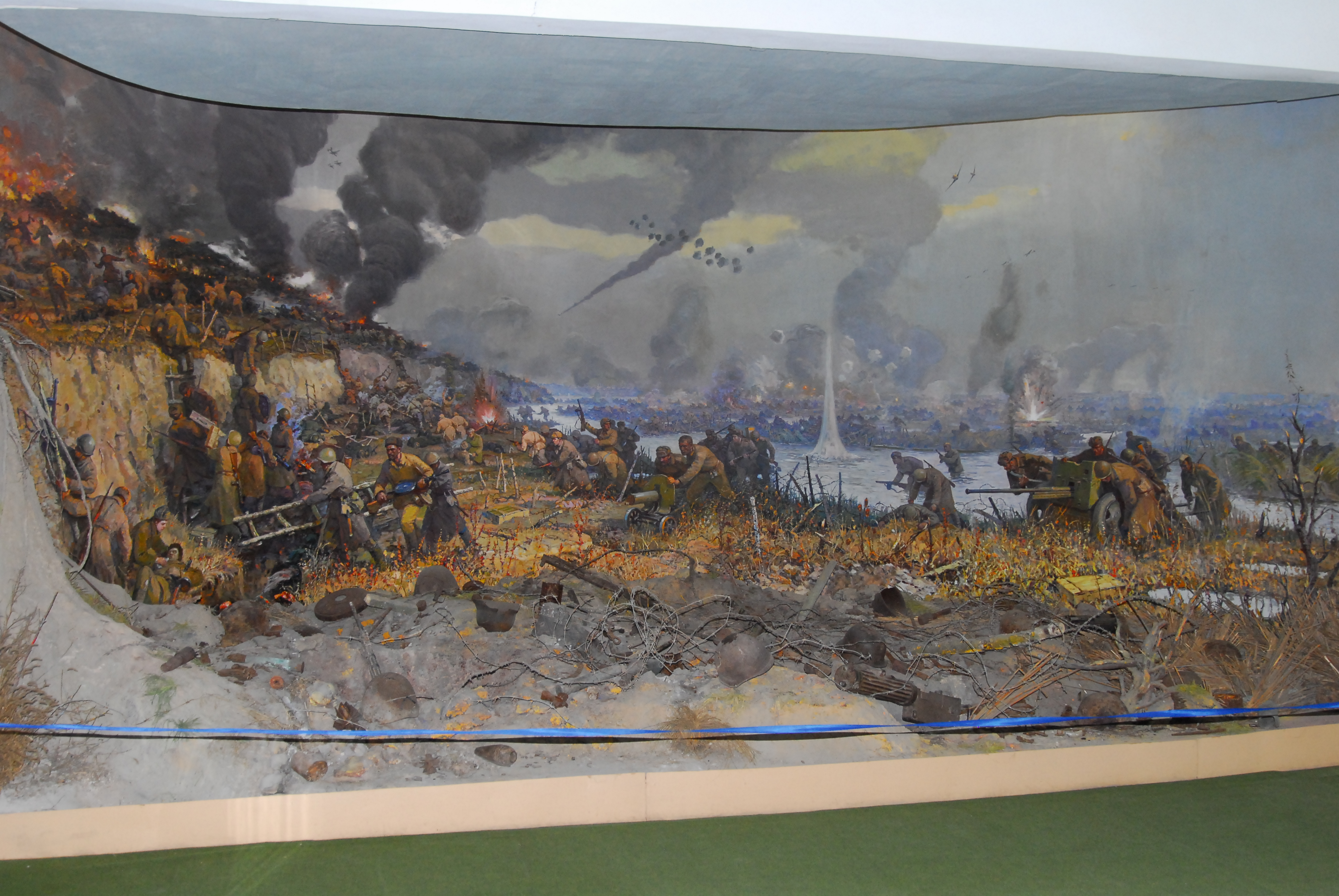
Diorama